# Engelbertus Lucas (1785-1870)
Luitenant-admiraal Engelbertus Lucas (Schiedam, 30 mei 1785 - 's-Gravenhage, 12 mei 1870) was een militair en technocratisch politicus. Hij was de zoon van Engelbertus Lucas Sr. (1747-1797) die zeeofficier was bij de Admiraliteit van Rotterdam en het meest bekend werd door zijn capitulatie in de Saldanhabaai in 1796. 
Lucas was een zeeofficier die twee jaar minister van Marine was in het eerste kabinet-Thorbecke. Thorbecke had liever zijn medestander in de Tweede Kamer Ter Bruggen Hugenholtz als minister gehad, maar dit werd door de koning verhinderd. Lucas werd al na anderhalf jaar door de Tweede Kamer ten val gebracht, nadat op 10 april 1851 zijn begrotingsvoorstel inzake het herstel van de schipsluis te Willemsoord met 32 tegen 22 stemmen was verworpen.
Engelbertus Lucas werd in oktober 1842 benoemd tot Ridder 3de klasse in de Militaire Willems-Orde, en ontving op 10 mei 1849 het Grootkruis in de Orde van de Nederlandse Leeuw. Hij droeg ook het Metalen Kruis 1830-1831 en het Legioen van Eer.